# 中国驻阿塞拜疆大使列表
本列表为中華人民共和國驻阿塞拜疆历任大使名录。

## 历任中国驻阿塞拜疆大使

### 中华人民共和国驻阿塞拜疆大使（1992年至今）
1992年4月2日，中华人民共和国与阿塞拜疆建立外交关系。同年8月，中国设立驻阿塞拜疆大使馆。
| 姓名   | 任命           | 任命           | 到任           | 递交国书      | 免职           | 免职           | 离任       | 外交衔级 | 外交职务     | 备注               |
| 姓名   | 全国人大常委会 | 主席           | 到任           | 递交国书      | 全国人大常委会 | 主席           | 离任       | 外交衔级 | 外交职务     | 备注               |
| ------ | -------------- | -------------- | -------------- | ------------- | -------------- | -------------- | ---------- | -------- | ------------ | ------------------ |
| 夏树元 | 不適用         | 不適用         | 1992年8月      |               | 不適用         | 不適用         | 1993年2月  |          | 临时代办     | 候任大使，筹备开馆 |
| 夏树元 | 1992年12月28日 | 1993年3月2日   | 1993年2月      | 1993年3月5日  | 1995年5月10日  | 1995年8月3日   | 1995年7月  | 大使     | 特命全权大使 |                    |
| 雷荫成 | 1995年5月10日  | 1995年8月3日   | 1995年8月      | 1995年9月8日  | 1998年4月29日  | 1998年9月17日  | 1998年8月  | 大使     | 特命全权大使 |                    |
| 张国强 | 1998年4月29日  | 1998年9月17日  | 1998年9月      | 1998年9月4日  | 2001年12月29日 | 2002年3月25日  | 2002年2月  | 大使     | 特命全权大使 |                    |
| 张喜云 | 2001年12月29日 | 2002年3月25日  | 2002年3月      | 2002年3月30日 | 2005年7月1日   | 2005年12月27日 | 2005年10月 | 大使     | 特命全权大使 |                    |
| 张海舟 | 2005年7月1日   | 2005年12月27日 | 2005年12月20日 | 2006年1月30日 | 2008年10月28日 | 2009年4月9日   | 2009年3月  | 大使     | 特命全权大使 |                    |
| 张延年 | 2008年10月28日 | 2009年4月9日   | 2009年4月1日   | 2009年4月2日  | 2011年10月29日 | 2012年1月29日  | 2011年12月 | 大使     | 特命全权大使 |                    |
| 宏九印 | 2011年10月29日 | 2012年1月29日  | 2012年1月19日  | 2012年2月7日  | 2016年2月26日  | 2016年7月5日   | 2016年5月  | 大使     | 特命全权大使 |                    |
| 魏敬华 | 2016年2月26日  | 2016年7月5日   | 2016年6月28日  | 2016年8月3日  | 2019年4月23日  | 2019年8月8日   | 2019年6月  | 大使     | 特命全权大使 |                    |
| 郭敏   | 2019年4月23日  | 2019年8月8日   | 2019年7月18日  | 2019年7月23日 |                | 2025年5月19日  | 2024年4月  | 大使     | 特命全权大使 |                    |
| 鲁梅   |                | 2025年5月19日  | 2025年4月14日  | 2025年4月17日 | 现任           |                |            | 大使     | 特命全权大使 |                    |

## 外部連結
- 中华人民共和国驻阿塞拜疆共和国大使馆（简体中文）（英文）（俄文）